# Cys-la-Commune
 Cys-la-Commune  là một xã ở tỉnh Aisne, vùng Hauts-de-France thuộc miền bắc nước Pháp.